# Michael Broderick (Schauspieler)
Michael Sean Broderick (* 30. Oktober 1968 in Teaneck, Bergen County, New Jersey) ist ein US-amerikanischer Schauspieler und Synchronsprecher.

## Leben
Brodericks Zweitname erhielt er von seiner Mutter in Anlehnung an den schottischen Schauspieler Sean Connery. Er diente bei den United States Marine Corps. Seit dem Jahr 2000 ist er mit Dana Commandatore verheiratet. Die beiden sind Eltern eines Kindes. Gemeinsam mit seiner Frau rief er die Internetseite RethinkingAutism.com ins Leben, die das Thema Autismus behandelt.
Er debütierte Mitte der 2000er Jahre als Schauspieler durch Episodenrollen in den Fernsehserien Bones – Die Knochenjägerin, Invasion, The Unit – Eine Frage der Ehre und Criminal Minds. In den folgenden Jahren konnte er sich durch weitere Episodenrollen aber auch Nebenrollen in Filmproduktionen als Schauspieler etablieren. 2019 verkörperte er in insgesamt vier Episoden die Rolle des Special Agent John Bowen in der Fernsehserie True Detective. 2020 übernahm er mit der Rolle des Jim Lawson eine der Hauptrollen im Katastrophenfilm Meteor Moon. In der Fernsehserie Phoenix wird er ab Ende 2021 die Rolle des Doug McDermott darstellen.
Er übernahm auch Tätigkeiten als Synchronsprecher und lieh Charakteren in den Videospielen Fantastic Four: Rise of the Silver Surfer, Need for Speed: The Run und Medal of Honor: Warfighter seine Stimme.

## Filmografie
- 2006: Bones – Die Knochenjägerin (Bones) (Fernsehserie, Episode 1x21)
- 2006: Invasion (Fernsehserie, Episode 1x22)
- 2006: The Unit – Eine Frage der Ehre (The Unit) (Fernsehserie, Episode 1x04)
- 2006: Criminal Minds (Fernsehserie, Episode 1x22)
- 2007: 24 (Fernsehserie, Episode 6x05)
- 2008: Jericho – Der Anschlag (Jericho) (Fernsehserie, Episode 2x03)
- 2008: Corpse Run
- 2008: The Unit – Eine Frage der Ehre (The Unit) (Fernsehserie, Episode 4x07)
- 2009: The Crusader (Fernsehserie)
- 2009: G.I. Joe – Geheimauftrag Cobra (G.I. Joe: The Rise of Cobra)
- 2010: Universal Dead (Fernsehserie, Episode 1x01)
- 2011: The Mentalist (Fernsehserie, 2 Episoden)
- 2011: No Rest for the Wicked: A Basil & Moebius Adventure (Kurzfilm)
- 2012: Criminal Minds (Fernsehserie, Episode 8x06)
- 2012–2015: Justified (Fernsehserie, 2 Episoden)
- 2013: Touch (Fernsehserie, Episode 2x08)
- 2013: The Night My Monster Died (Kurzfilm)
- 2014: Heartbreakers (Mini-Serie, Episode 1x02)
- 2014: Extant (Fernsehserie, Episode 1x10)
- 2014: Knocked (Kurzfilm)
- 2015: Jane the Virgin (Fernsehserie, Episode 1x13)
- 2015: Murder in the First (Fernsehserie, Episode 2x11)
- 2015: Beauty in the Broken
- 2016: American Crime Story (Fernsehserie, Episode 1x04)
- 2016: Mistresses (Fernsehserie, Episode 4x03)
- 2016: Power (Fernsehserie, Episode 3x10)
- 2017: Navy CIS (NCIS) (Fernsehserie, Episode 14x14)
- 2017: Strife
- 2017: The Lost (Kurzfilm)
- 2018: Navy CIS: L.A. (NCIS: Los Angeles) (Fernsehserie, Episode 9x17)
- 2018: One (Kurzfilm)
- 2018: Legion (Fernsehserie, 2 Episoden)
- 2018: Five Points (Fernsehserie, 2 Episoden)
- 2018: American Refugee (Kurzfilm)
- 2018: Get Shorty (Fernsehserie, Episode 2x04)
- 2018: Unbroken: Weg der Vergebung (Unbroken: Path to Redemption)
- 2018: Cemetary Tales: A Tale of Two Sisters (Kurzfilm)
- 2018: Custody Road
- 2019: SEAL Team (Fernsehserie, Episode 2x11)
- 2019: True Detective (Fernsehserie, 4 Episoden)
- 2019: S.W.A.T. (Fernsehserie, Episode 2x14)
- 2019: Lost and Found (Fernsehfilm)
- 2019: I Am That Man
- 2020: Long Lost Sister
- 2020: Meteor Moon
- 2021: Fathers and Sons (Kurzfilm)
- 2021: American Horror Story (Fernsehserie, Episode 10x08)
- 2021: Colin in Black & White (Miniserie, Episode 1x04)
- 2022: Navy CIS: Hawaiʻi (NCIS: Hawaiʻi, Fernsehserie, Episode 1x10)
- 2022: Bosch Legacy (Fernsehserie, Episode 1x05)
- 2022: Top Gunner 2 – Danger Zone (Top Gunner: Danger Zone)
- 2022: Tales from the Other Side
- 2022: The Terminal List – Die Abschussliste (The Terminal List, Fernsehserie, Episode 1x02)
- 2022: New Amsterdam (Fernsehserie, Episode 5x08)

## Synchronsprecher
- 2007: Fantastic Four: Rise of the Silver Surfer (Videospiel)
- 2011: Need for Speed: The Run (Videospiel)
- 2011: Medal of Honor: Warfighter (Videospiel)